# Постоянная времени
Постоя́нная вре́мени — характеристика экспоненциального процесса, определяющая время, через которое некоторый параметр процесса изменится в «е» раз (е≈2,718).

## В радиотехнике
В радиотехнике постоянная времени {\displaystyle \tau } характеризует длительность протекания переходного процесса, обычно это тот промежуток времени, в течение которого реакция схемы на единичный скачок (функция Хевисайда) достигает {\displaystyle 1-1/e\approx 63,2\,\%} от своего конечного значения. Также постоянная времени характеризует время убывания реакции до уровня {\displaystyle 1/e\approx 36,8\,\%} от своего первоначального значения.

### Фильтры
Постоянная времени связана с граничной частотой, либо с частотой пропускания фильтра нижних частот:
{\displaystyle f_{gr}={1 \over 2\pi \tau }.}